# Esquerra Ecologista-Verds
Esquerra Ecologista-Verds (EE-EV, 'Izquierda Ecologista-Verdes' en castellano) es un partido político español de carácter ecologista cuyo ámbito de actuación es la Comunidad Valenciana. Es uno de los partidos fundadores de Coalició Compromís, junto al Bloc Nacionalista Valencià e Iniciativa del Poble Valencià (IdPV).
Se fundó en 2004, después de que un grupo de militantes de Els Verds del País Valencià (EVPV), descontentos con el pacto estatal con el PSOE decidieran abandonar la coalición. Desde 2011 tiene un diputado en las Cortes Valencianas, Juan Ponce, dentro de Coalició Compromís. En octubre de 2014 se fusionó con la federación territorial valenciana de Equo para conformar Verds Equo del País Valencià, partido federado a Equo.

## Historia
Tuvo como referentes al exdiputado en las Cortes Valencianas Carles Arnal, que concurrió a las elecciones a las Cortes Valencianas de 2003 por Els Verds (EVPV) dentro de la coalición Esquerra Unida-L'Entesa liderada por Esquerra Unida del País Valencià (EUPV), y a los dirigentes ecologistas Luis Falcó en Alicante y Carles Olmedo en Valencia. Al cabo de unos meses de haber sido elegido diputado autonómico Arnal y un grupo de militantes del partido decidió abandonar Els Verds debido al acuerdo estatal alcanzado por la Confederación de Los Verdes (en la que se integra EVPV) con el PSOE y fundar esta nueva organización. Entre sus integrantes también figuran los líderes históricos José Merlo, María Roig, Silvia y Eva González Hernando, Miguel Ángel Ferris, Carles Porcel y José Juan Sanchis. 

### 2007: Compromís pel País Valencià
Tanto Els Verds-Esquerra Ecologista del País Valencià como Els Verds del País Valencià concurrieron en la coalición de izquierdas y nacionalista Compromís pel País Valencià junto con Esquerra Unida del País Valencià y el Bloc Nacionalista Valencià, a pesar de la invitación del eurodiputado español David Hammerstein a estos partidos a "no ser comparsa". Els Verds-EE disputó con Els Verds del País Valencià y su líder, Joan Francesc Peris, la "cuota verde" a la hora de confeccionar las listas electorales y garantizar un puesto que tuviese posibilidades de obtener un escaño, sin éxito. Els Verds-EE participó en la coalición pero con puestos testimoniales. Al final, ningún miembro de ningún partido ecologista consiguió representación. La crisis de Compromís volvió a dividir a los ecologistas valencianos: mientras Els Verds del País Valencià se alinearon con Esquerra Unida, Els Verds-Esquerra Ecologista se acercó a los postulados del Bloc Nacionalista Valencià y a los de los escindidos de Esquerra Unida que posteriormente formarían Iniciativa del Poble Valencià (IdP). Este alineamiento se repitió en las elecciones generales del año siguiente, en la que Els Verds-EE fue el componente "verde" de la coalición Bloc-Iniciativa-Verds. Carles Arnal fue el número tres en la lista de la coalición por Valencia, pero los malos resultados (la coalición no obtuvo ningún diputado) impidieron su elección.

### 2009
En las elecciones al Parlamento Europeo de 2009, Els Verds-EE Valencià pidió el voto para el candidato de Iniciativa per Catalunya Verds Raül Romeva, que iba como número dos en la candidatura La Izquierda.

### 2011: Coalició Compromís
Para las elecciones elecciones autonómicas de 2011, EV-EE se integró en la Coalició Compromís, junto al BLOC e Iniciativa del Poble Valencià (mientras EUPV se presentaba dentro de Verdes y Ecopacifistas). A la postre, la coalición obtuvo 175 087 votos (7 % de las papeletas) que se tradujeron en 6 diputados, de los cuales uno de Els Verds-EE: Juan Ponce. Los restantes se repartieron entre 3 del Bloc y 2 de IdPV.
El último fin de semana de marzo de 2012 Els Verds-Esquerra Ecologista votó su conformidad con dotar a Compromís de unas normas internas y de una dirección autónoma. El 94 % de la asamblea de Els Verds votó a favor del documento, como también se hizo desde el BLOC (97 %) e Iniciativa del Poble Valencià (91 %).
En julio de 2012, Compromís se dotó de una ejecutiva de 21 miembros, dos de los cuales, Carles Arnal y Juan Ponce, son miembros de Els Verds.
En 2014 su fundador Carles Arnal se apartó de sus cargos, cediendo la portavocía del partido a Julià Álvaro.

### Fusión con Equo
Els Verds-Esquerra Ecologista fue una de las formaciones que firmó el manifiesto de apoyo a Proyecto Equo el 4 de junio de 2011.
En junio de 2014 anunciaron un acuerdo de confluencia con la federación valenciana de Equo, que se realizó en octubre de 2014 con la fusión de ambos partidos en Verds-Equo del País Valencià, formación soberana pero federada a Equo.